# University of Botswana Stadium
Het University of Botswana Stadion is een multifunctioneel stadion in Gaborone, Botswana. Het stadion wordt vooral gebruikt voor voetbalwedstrijden, de voetbalclub Uniao Flamengo Santos FC maakt gebruik van dit stadion. In het stadion is plaats voor 10.000 toeschouwers. 